# Радошевиці (Лодзинське воєводство)
Радошевиці (пол. Radoszewice) — село в Польщі, у гміні Семковиці Паєнчанського повіту Лодзинського воєводства.
Населення — 954 особи (2011).
У 1975-1998 роках село належало до Серадзького воєводства.

## Демографія
Демографічна структура станом на 31 березня 2011 року:
|          | Загалом | Допрацездатний вік | Працездатний вік | Постпрацездатний вік |
| -------- | ------- | ------------------ | ---------------- | -------------------- |
| Чоловіки | 477     | 107                | 315              | 55                   |
| Жінки    | 477     | 108                | 251              | 118                  |
| Разом    | 954     | 215                | 566              | 173                  |